# Amari Burney
Amari Burney (San Petersburgo, Florida; 12 de junio de 2000) es un jugador profesional estadounidense de fútbol americano, se desempeña en la posición de linebacker en Las Vegas Raiders, en la National Football League (NFL).

## Carrera
Fue seleccionado en la Reunión Anual de Selección de Jugadores de la NFL de 2023. Hizo su debut profesional con el equipo Las Vegas Raiders, lleva jugando una temporada.